# Fosse océanique
 (novembre 2015).
Si vous disposez d'ouvrages ou d'articles de référence ou si vous connaissez des sites web de qualité traitant du thème abordé ici, merci de compléter l'article en donnant les références utiles à sa vérifiabilité et en les liant à la section « Notes et références ».

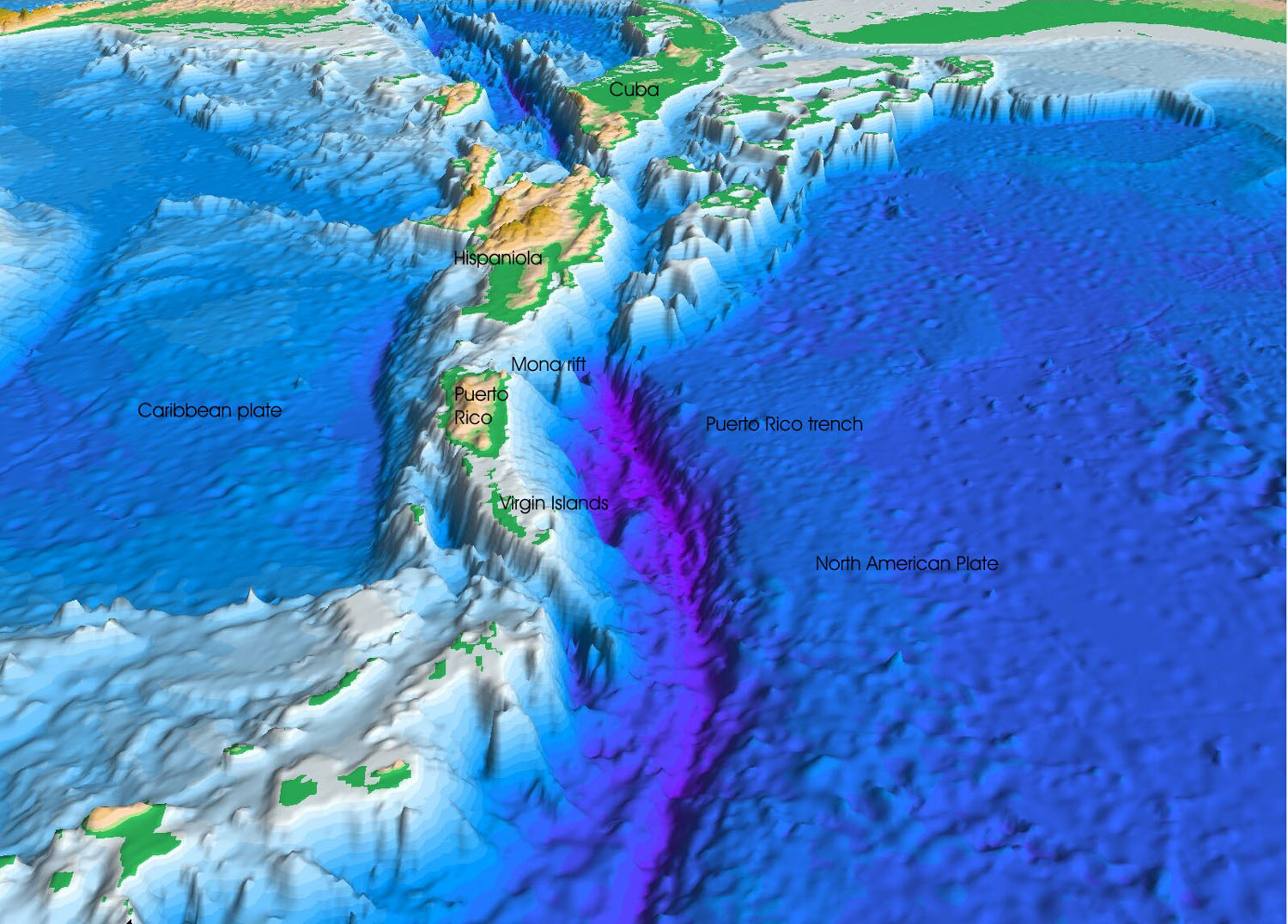
La fosse sous-marine de Porto Rico est la fosse la plus profonde de l'océan Atlantique avec 8605 mètres.

Une fosse océanique ou fosse sous-marine est une dépression sous-marine profonde, plus ou moins longue et étroite, présente dans les zones de subduction. Ces zones, caractéristiques des marges actives ou des rides médio-océaniques, sont engendrées par la collision ou l'expansion de plaques tectoniques.

## Origine
Il existe au moins deux processus créant des fosses océaniques :
- la divergence de deux plaques océaniques au niveau d'une dorsale, on trouve dans ce cas deux types de fosses, les fosses le long des failles transformantes perpendiculaire à la ride et le rift océanique ou encore « fossé d'effondrement » que l'on trouve au niveau de la ride elle-même ;
- la convergence d'une plaque océanique avec une plaque continentale ou une autre plaque océanique ; la fosse est alors créée par la plongée d’une des deux plaques sous l’autre plaque. Il s'agit d'une « fosse de subduction ».

## Caractéristiques
Les fosses sous-marines font souvent plusieurs milliers de kilomètres de long pour une profondeur allant de 6 000 à 11 034 mètres. La fosse des Mariannes, située le long de l’archipel des îles Mariannes dans l'océan Pacifique, est la fosse sous-marine la plus profonde du monde, avec 11 034 mètres mesurés actuellement.

## Principales fosses sous-marines
- Fosse des Aléoutiennes (profondeur maximale 7 679 m)
- Fosse de Bougainville
- Fosse d'Izu-Ogasawara ou Fosse d'Izu Bonin (profondeur maximale 9 780 m) dont est issu l'archipel Nanpō
- Fosse du Japon (profondeur maximale  9 500 m)
- Fosse des Kermadec (profondeur maximale 10 050 m)
- Fosse des Kouriles (profondeur maximale 10 542 m)
- Fosse des Mariannes (profondeur maximale 11 034 m), (Challenger Deep)
- Fosse mésoaméricaine (profondeur maximale 6 669 m)
- Fosse du Pérou-Chili ou Fosse d'Atacama (profondeur maximale 8 065 m)
- Fosse des Philippines (profondeur maximale 10 540 m)
- Fosse de Porto Rico (profondeur maximale 8 605 m)
- Fosse des Ryūkyū ou Fosse Nansei-Shoto (profondeur maximale 7 460 m)
- Fosse des Sandwich du Sud
- Fosse de l'arc de la Sonde et Fosse de Java
- Fosse des Tonga (profondeur maximale 10 882 m)
- Fosse de Cedros
- Fosse Calypso, mer Méditerranée (profondeur maximale 5 267 m)
- Ceinture de feu